# 4992 Kálmán
4992 Kálmán è un asteroide della fascia principale. Scoperto nel 1982, presenta un'orbita caratterizzata da un semiasse maggiore pari a 2,5755349 UA e da un'eccentricità di 0,1109598, inclinata di 14,46443° rispetto all'eclittica.